# Lepocinclis salina
Lepocinclis salina is een soort in de taxonomische indeling van de Euglenozoa. Deze micro-organismen zijn eencellig en meestal rond de 15-40 mm groot. Het organisme komt uit het geslacht Lepocinclis en behoort tot de familie Phacaceae. Lepocinclis salina werd in 1914 ontdekt door F.E. Fritsch.